# محرم داداش‌اف
محرم داداش‌اف (انگلیسی: Maharram Dadashev؛ ۱۵ فوریه ۱۹۱۲ – ۱۷ سپتامبر ۱۹۴۴ (۳۲ سال)) فرد نظامی اهل اتحاد جماهیر شوروی سوسیالیستی بود.
وی همچنین برندهٔ جوایزی همچون نشان لنین و قهرمان اتحاد شوروی شده‌است.